# Gare de Châtelaudren – Plouagat
Gare de Châtelaudren - Plouagat – przystanek kolejowy w Plouagat, w departamencie Côtes-d’Armor, w regionie Bretania, we Francji.
Jest przystankiem kolejowym Société nationale des chemins de fer français (SNCF), obsługiwaną przez pociągi TER Bretagne.

## Położenie
Znajduje się na wysokości 125 m n.p.m., na 491,852 km linii Paryż – Brest, pomiędzy stacjami Plouvara - Plerneuf i Guingamp. 

## Usługi
Usługi kolejowe są prowadzone przez pociągi TER Bretagne, kursujące między Saint-Brieuc, Lannion lub Guingamp.